# Vorreiber
Der Vorreiber oder Fensterreiber ist ein einfacher Fensterbeschlag, bestehend aus einem schwenkbaren Hebel zum Verriegeln von Fenstern, Türen, Luken, Schotten und Deckeln. Er besteht zumeist aus Messing oder Eisen.
Die verriegelnde Fläche des Vorreibers gleitet dabei auf einer schiefen Ebene des beweglichen Teils, dem „Streicher“, Streich- oder Reibblech, so dass sich der Druck darauf mit zunehmendem Drehwinkel des Vorreibers erhöht.
Vorreiber wurden auch zum Verschließen der Rauchkammertür bei Dampflokomotiven verwendet.

## Doppelreiber
Der Doppelreiber dient zum gleichzeitigen Verschluss zweier Fensterflügel. Typisch für die Renaissance wird er gegossen oder aus Rundeisen geschmiedet und hat eine breite Mitte, durch die der Doppelreiber mit einem Nagel oder einer Schraube am Mittelpfosten des Fensters befestigt wird.

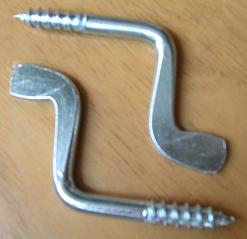
Vorreiber mit Holzschraubengewinde, in der Gewindeverbindung drehbar
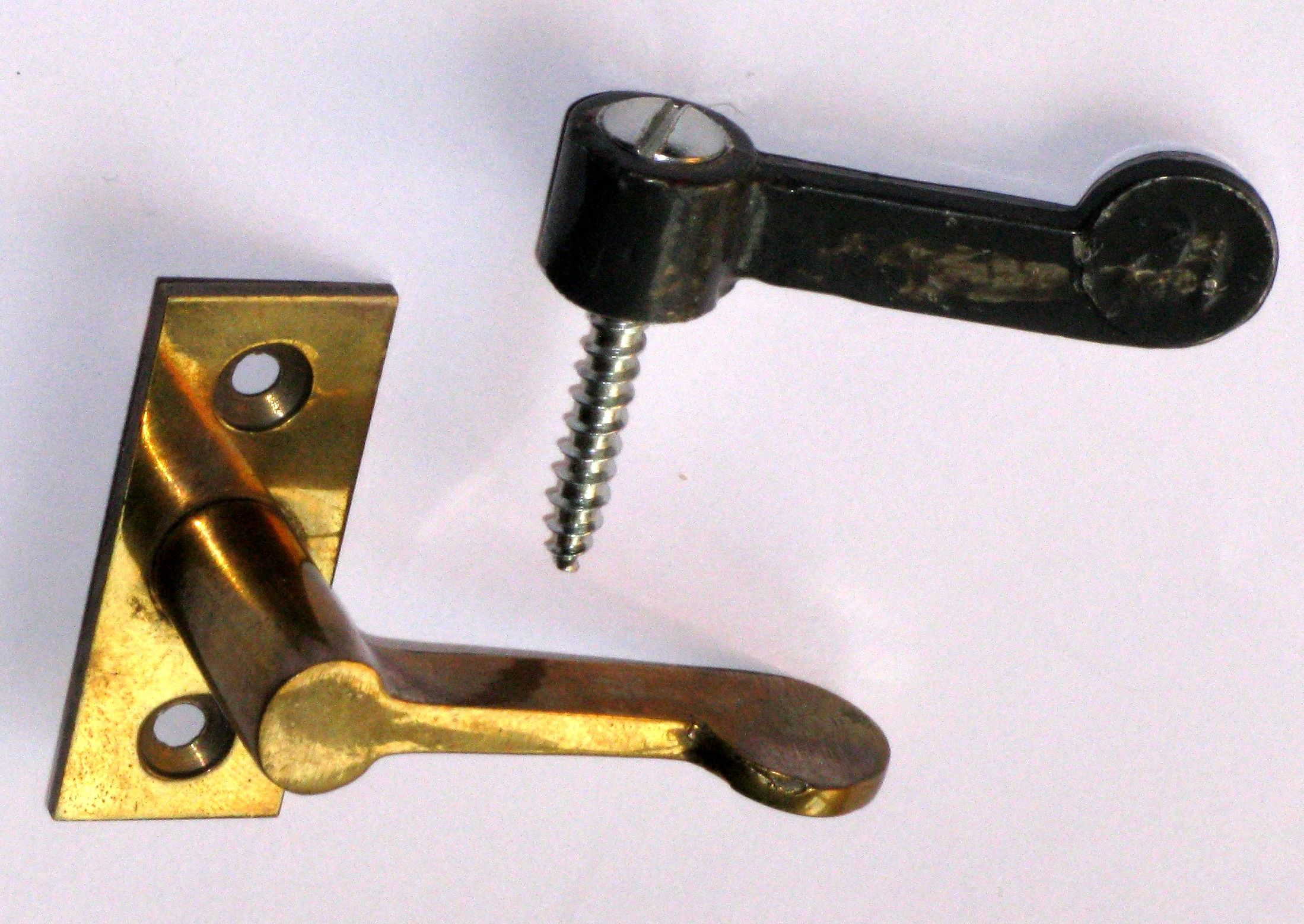
zwei Vorreiber, oben: um separate Schraube drehbar unten:  mit eigenem Drehgelenk
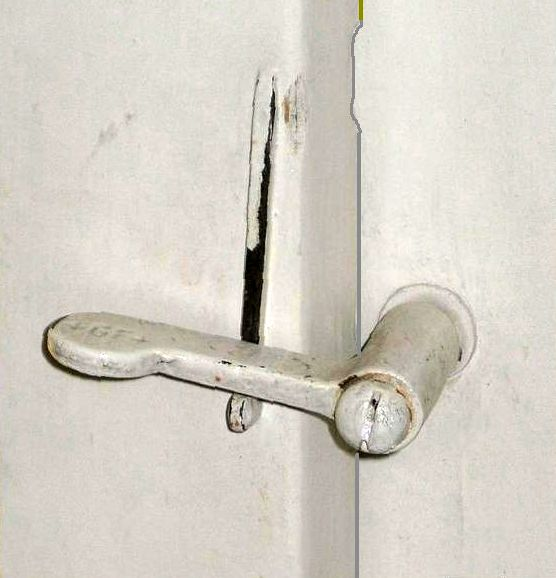
mit Vorreiber verschlossenes Fenster, mit Drahtbügel am Fensterflügel als schiefe Ebene („Streicher“)
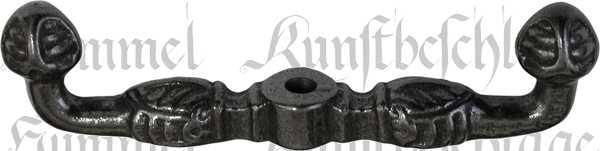
Rustikaler Doppelreiber
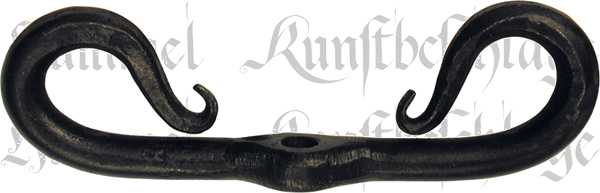
Klassischer Doppelreiber